# MTVA
Médiaszolgáltatás-támogató és Vagyonkezelő Alap (MTVA; pol. Wsparcie Usług Medialnych i Fundusz Powierniczy) – węgierski nadawca publiczny. Powstał w 2011 roku. Jest kooperacją Duna Médiaszolgáltató i Magyar Távirati Iroda.